# Ursus 1224
Ursus 1224 – ciężki ciągnik rolniczy produkowany w latach 1984–2009 przez Zakłady Mechaniczne "Ursus".

## Dane techniczne
Silnik:
- Typ: DS Martin Z 8701.12,
- Moc wg DIN 70020 - 86 kW (119 KM),
- Maksymalny moment obrotowy: 412,5 Nm przy 1600 obr./min.,
- Liczba cylindrów: 6,
- Rodzaj wtrysku - bezpośredni,
- Średnica cyl./skok tłoka: 110/120 mm,
- Pojemność skokowa: 6842 cm³,
- Stopień sprężania 17,
- Jednostkowe zużycie paliwa - 240 g/kWh,
- Filtr powietrza - suchy.

Układ napędowy:
- Sprzęgło główne - cierne jednostopniowe z samoczynną regulacją luzu, sterowane mechanicznie,
- Skrzynia przekładniowa - mechaniczna,
- Wzmacniacz momentu - włączany hydraulicznie, o przełożeniu 1,34,
- Liczba biegów przód/tył: 16/8.

Układy jezdne:
- Tylny most z przekładnią główną stożkową i ze zwolnicami planetarnymi,
- Blokada mech. różnicowego tylnego mostu - mechaniczna,
- Przedni most napędowy - przekładnia główna stożkowa i zwolnice planetarne,
- Blokada mech. różnicowego przedniego mostu - hydrauliczna,
- Hamulec roboczy hydrauliczny, tarczowy, suchy,
- Koła przednie: 14,9 R24
- Koła tylne: 18,4 R34
- Układ kierowniczy - hydrostatyczny.

Układy agregowania:
- Funkcja podnośnika: regulacja siłowa, pozycyjna, mieszana, ciśnieniowa,
- Udźwig TUZ: 5500 kg,
- Wydatek hydrauliki zewnętrznej: 55 l/min,
- Liczba wyjść hydrauliki zewnętrznej: 5 szybkozłączy,
- Ciśnienie nominalne na szybkozłączu: 16 MPa,
- WOM: 540 lub 1000 obr./min.,
- Min. moc z WOM przy obrotach znamionowych: 76,7 kW (104 KM).

Masy - wymiary - pojemności:
- Rozstaw osi: 2695 mm,
- Prześwit 425 mm,
- Masa bez obciążników: 4970 kg,
- Masa z obciążnikami: 5740 kg,
- Zbiornik paliwa 130 dm³.

Maksymalna prędkość jazdy sięga 35 km/h.